# Famille Puig
 (mai 2025).
Motif : Famille inconnue
- Archive Wikiwix
- Bing
- Cairn
- DuckDuckGo
- E. Universalis
- Gallica
- Google
- G. Books
- G. News
- G. Scholar
- Persée
- Qwant
- (zh) Baidu
- (ru) Yandex

| 1. | Préciser le motif de la pose du bandeau. | Précisez le motif de la pose du bandeau en utilisant la syntaxe suivante : {{admissibilité à vérifier\|date=mai 2025\|motif=remplacez ce texte par le motif}}                     |
| 2. | Informer les utilisateurs concernés.     | Pensez à avertir le créateur de l'article, par exemple, en insérant le code ci-dessous sur sa page de discussion : {{subst:avertissement admissibilité à vérifier\|Famille Puig}} |

La famille Puig est une famille française, originaire de Perpignan.

## Histoire
La famille Puig se manifeste au XIXe siècle à Perpignan par son influence dans le commerce et la culture locale. Joseph Puig (né en 1860), passionné par l’histoire et la numismatique, consacre sa vie à la collection de monnaies et de médailles, qu’il expose dans son hôtel particulier. Cet hôtel, situé au centre de Perpignan, devient un lieu de rencontre pour les érudits et les amateurs d’art.
En 1948, Joseph Puig lègue son hôtel particulier à la ville de Perpignan, avec la condition qu’il soit transformé en musée. Le Musée des monnaies et médailles Joseph-Puig est un musée numismatique qui ouvre ses portes peu après, offrant au public une collection de pièces rares et de médailles historiques. Ce geste témoigne de l’engagement de Joseph Puig envers la préservation du patrimoine culturel.